# أبو طاهر الصائغ
أبو طاهر الصائغ العجمي ؛ بوطاهر كان فارسياً وزعيم الإسماعيلية النزارية في سوريا، والذين ينتمون إلى الحشاشين. وكان من أعيان أصحاب الملك السلجوقي رضوان بن تتش.
كان أبو طاهر ثاني داعيه نزاري في سوريا أرسله حسن الصباح، ليحل محل الحكيم المنجم، حيث تحالف مع رضوان. استمر في استخدام القاعدة النزارية في حلب، واستمر في الاستراتيجية النزارية في الاستيلاء على معاقل المناطق الموالية للإسماعيلية، والتركيز على مرتفعات جبل السماق الواقعة بين نهر العاصي وحلب. ذلك الوقت، كانت السلطة على وادي العاصي مشتركة بين جناح الدولة حسين بن ملاعب في حمص، والمنقذيين من شيزر، وخلف بن ملاعب الوالي الفاطمي لأفاميا المتمركز في قلعة المضيق. قُتل جناح الدولة عام 1103 على يد الحكيم المنجم وخلف بن ملاعب بعد ثلاث سنوات. من المحتمل أن يكون خلف بن ملاعب المستعلي الإسماعيلي رفض التعاون مع الإسماعيليين النزاريين تحت حكم أبي طاهر، وقد قُتل في فبراير 1106 بمساعدة أبو الفتح من سرمين. استولى أبو طاهر وأبو الفتح بعد ذلك على قلعة المضيق وأفاميا من خلال خطة «بارعة». حاصر تانكرد الوصي الفرنكي لإمارة أنطاكية مدينة أفاميا، لكنه لم ينجح. بعد بضعة أشهر حاصر المدينة مرة أخرى بمساعدة مصعب بن ملاعب، شقيق خلف المقتول، واستولى على أفاميا في سبتمبر 1106. تم إعدام أبو الفتح، بينما فدى أبو طاهر نفسه وذهب إلى حلب.
في عام 1111، تسببت محاولة اغتيال فاشلة ضد أبو حرب عيسى بن زيد، وهو فارسي حلب ثري، في استياء عام من الإسماعيليين النزاريين في حلب. ومع ذلك، قدم رضوان بن تتش السلجوقي الدعم للنزاريين، لكن توفي رضوان عام 1113 وحُرِم النزاريين من هذا الحليف المهم. في عهد ابنه الصغير ألب أرسلان الأخرس، تنازل عن قلعة باليس إلى أبو طاهر. خلال حملته ضد النزاريين، أرسل السلطان محمد بن ملكشاه السلجوقي سعيد بن بديع، لملاحقة النزاريين. ألقي القبض على أبو طاهر وأُعدم والعديد من النزاريين الآخرين في حلب فيما بعد وتفرق آخرون أو ذهبوا تحت الأرض.
وخلف بهرام الداعي أبو طاهر.

## الخلفية
كان أول ظهور للباطنية ببلاد الشام في مدينة حلب، التي كانت تحت حكم الملك السلجوقي رضوان بن تتش، حيث أقام الداعي الباطني الحكيم المنجم الذي أرسله الحسن بن الصباح من ألموت لنشر الدعوة في الشام واستطاع استمالة رضوان إلى الباطنية على أساس أن يستغل هذا شجاعة الباطنية في اغتيال خصومه السياسيين، فحفظ الملك رضوان جانبهم وشايعهم حتى أصبح لهم بحلب دار دعوة.
لكن لم يلبث أن توفي الحكيم المنجم فتولى أمر الباطنية بعده في الشام رفيقه أبو طاهر الصائغ العجمي الذي سار على نفس الطريقة التي سارت عليها الباطنية في بلاد فارس، فاعتمد الاغتيال كوسيلة لتثبيت أقدامه في الشام وفرض سيطرته، فقام في عام 498هـ باغتيال خلف بن ملاعب صاحب أفامية عن طريق أحد دعاته هناك، حيث تسلم أبو طاهر الصائغ الحصن عقب ذلك وأقام فيه.
بعد استفحال أمر الباطنية في حلب والشام، أرسل السلطان السلجوقي محمّد ابن ملكشاه إلى ألب أرسلان بن رضوان بن تتش -الذي تولى الحكم في حلب بعد وفاة أبيه- أن يفتك بالباطنية ويقتلهم، فقرر ألب أرسلان الإيقاع بهم والقضاء عليهم، فقبض على أبي طاهر الصائغ وقتله، وقتل إسماعيل الداعي وأخا الحكيم المنجم والأعيان من أصحاب هذا المذهب الباطني بحلب واستصفى أموالهم وتفرقوا في البلاد.
ظلّت الباطنية في الشام مختفية مغلوبة على أمرها، بسبب مطاردة الحكام والعامة لها، إلى أن جاءت سنة 520هـ، حيث كان على زعامة الباطنية رجل يعرف باسم بهرام، فقال عنه ابن القلانسي: «وفي هذه السنة استفحل أمر بهرام داعي الباطنية وعظم خطبه في حلب والشام، وهو على غاية من الاستتار والاختفاء وتغيير الزي واللباس، بحيث يطوف البلاد والمعاقل ولا يعرف أحد شخصه».

## احتلال الفرنج حصن أفامية
احتلَّ الفرنج حصن أفامية من بلاد الشام، وسبب ذلك أن المتولي لأفامية من جهة الملك رضوان صاحب حلب أرسل إلى صاحب مصر العُبيدي الإسماعيلي، وكان يميل إلى مذهبهم، يستدعي منهم من يسلِّم إليه الحصن، وهو من أمنع الحصون، فطلب خلف بن ملاعب الكلابي -كان متغلبًا على حمص- من صاحب مصر العبيدي أن يكون هو المقيم به، وقال: إنني أرغب في قتال الفرنج وأوثرُ الجهاد. فسلموه إليه وأخذوا رهائنه، فلما ملكه خلع طاعتَهم ولم يرعَ حقهم، وأقام بأفامية يُخيف السبيل، ويقطع الطريق، واجتمع عنده كثيرٌ من المفسدين، فكثُرت أمواله، ثم إن الفرنج ملكوا سرمين، وهي من أعمال حلب، وأهلها غلاة في التشيع، فلما ملكها الفرنج تفرَّق أهلها، فتوجه القاضي الذي بها إلى ابن ملاعب وأقام عنده، فأكرمه وأحبه ووثق به، فأعمل القاضي الحيلةَ عليه، وكتب إلى أبي طاهر الصائغ، ووجوه الباطنية ودعاتهم، ووافقهم على الفتك بابن ملاعب، وأن يسلِّمَ أفامية إلى الملك رضوان، وعاود القاضي مكاتبة أبي طاهر بن الصائغ، وأشار عليه أن يوافق رضوان على إنفاذ ثلاثمائة رجل من أهل سرمين، وينفذ معهم خيلًا من خيول الفرنج، وسلاحًا من أسلحتهم، ورؤوسًا من رؤوس الفرنج، ويأتوا إلى ابن ملاعب ويُظهروا أنهم غزاة ويَشكُوا من سوء معاملة الملك رضوان وأصحابه لهم، وأنهم فارَقوه، فلقِيَهم طائفة من الفرنج فظفروا بهم، ويحملوا جميع ما معهم إليه، فإذا أذِنَ لهم في المقام اتفقت آراؤهم على إعمال الحيلة عليه، ففعل ابن الصائغ ذلك، ووصل القوم إلى أفامية، وقَدِموا إلى ابن ملاعب بما معهم من الخيل وغيرها، فقبل ذلك منهم، وأمرهم بالمقام عنده، وأنزلهم في ربض أفامية، فلما كان في بعض الليالي نام الحرَّاس بالقلعة، فقام القاضي ومن بالحصن من أهل سرمين، ودلوا الحبال وأصعدوا أولئك القادمين جميعهم، وقصدوا أولاد ابن ملاعب، وبني عمه، وأصحابه، فقتلوهم، وأتى القاضي وجماعة معه إلى ابن ملاعب، فقتله وقتل أصحابه، وهرب ابناه، فقُتِل أحدهما، والتحق الآخر بأبي الحسن بن منقذ، ولما سمع ابن الصائغ خبر أفامية سار إليها، وهو لا يشكُّ أنها له، فقال له القاضي: إن وافقتَني وأقمتَ معي، فبالرحب والسعة، ونحن بحكمك، وإلا فارجع من حيث جئتَ. فأيِسَ ابن الصائغ منه، وكان أحد أولاد ابن ملاعب بدمشق عند طغتكين غضبان على أبيه، فولاه طغتكين حصنًا، وضَمِن على نفسه حِفظَ الطريق، وأخذ القوافل، فاستغاثوا إلى طغتكين منه، فأرسل إليه من طلبه، فهرب إلى الفرنج واستدعاهم إلى حصن أفامية، وقال: ليس فيه غيرُ قوت شهر، فأقاموا عليه يحاصرونه، فجاع أهله وملكه الفرنج، وقتلوا القاضيَ المتغلِّبَ عليه، وأخذوا الصائِغَ فقتلوه، وكان هو الذي أظهر مذهب الباطنية بالشام، هكذا ذكر بعضهم أن أبا طاهر الصائغ قتله الفرنج بأفامية، وقد قيل: إن ابن بديع، رئيس حلب، قتله سنة سبع وخمسمائة بعد وفاة رضوان.